# Сыр из молока яка

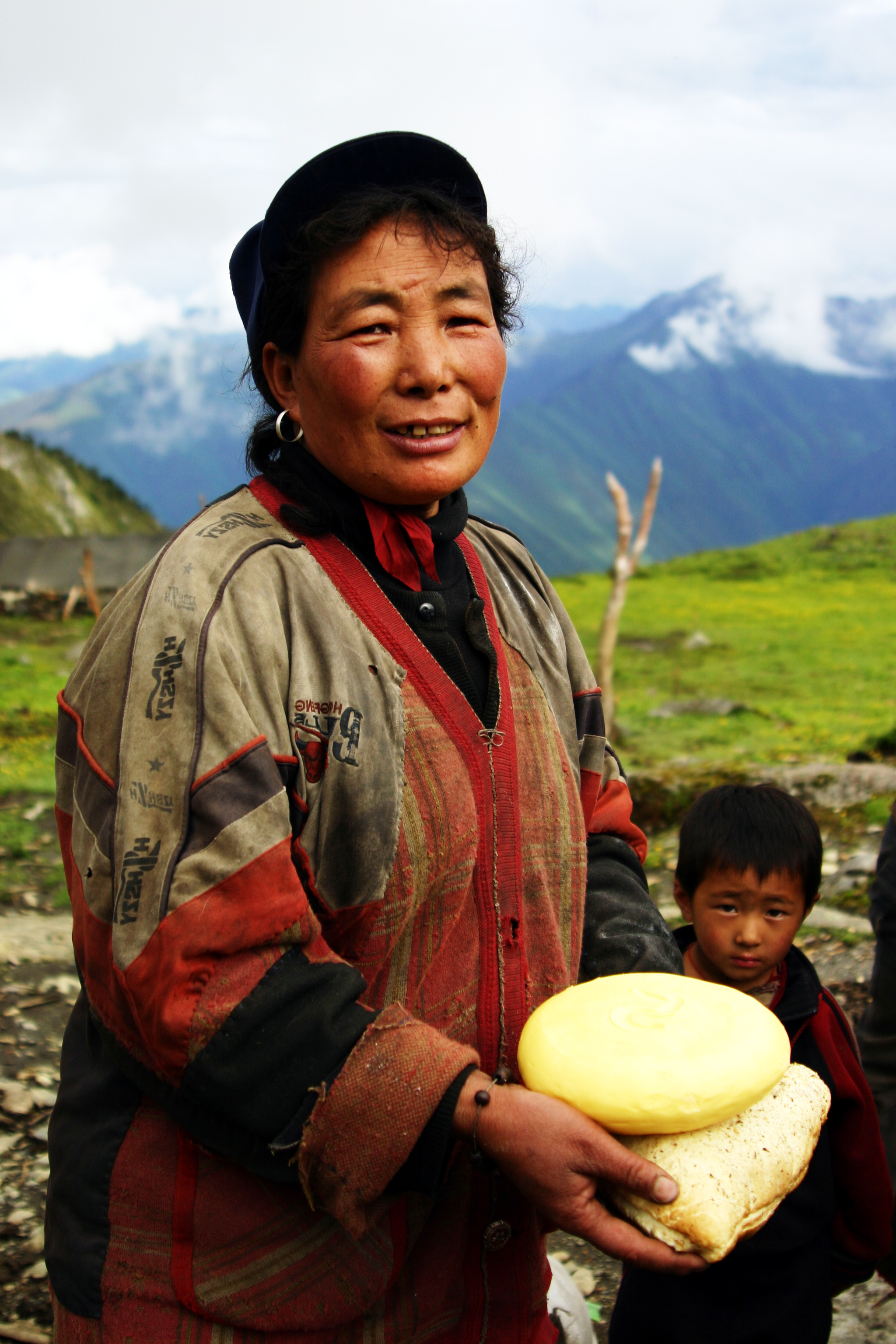
Женщина из Юньнаня с сыром из молока яка

Сыр из молока яка — один из основных продуктов питания в скотоводческих общинах Южной и Центральной Азии, а также в Тибетском нагорье. Технология впервые освоена в Непале. Различают следующие виды: чура, чуто, хапируто, чурпи и другие.
В сыром виде молоко нака (самка яка) используется главным образом в чае с молоком. Основным продуктом из ячьего молока является сливочное масло.
Непал стал одной из первых стран в Азии, освоивших сырную промышленность из ячьего молока. Это государство до 1980-х годов оставалось единственной страной в мире, производящей сыр из ячьего молока.
Кроме Непала, сыр из молока яка, живущих в естественной среде, делают в Бутане, Монголии, Китае, Индии, Пакистане.
Разные скотоводческие племена используют разные методы производства сыра из молока яка.
В Непале для приготовления твёрдого сыра по типу швейцарского сырое молоко жирностью 7—8 % стандартизируют до содержания жира 3,5 % путём отделения сливок. Избыток сливок взбивают в сливочное масло. Молоко для сыра пастеризуют при температуре 65 °C в течение 5 минут. Затем охлаждают до 30 °C. Варят сыр в медной посуде. Помещают в формы и прессуют каменными плитами. Головки хранят для отверждения при температуре 10—15 °C. Ежедневно в течение трёх недель сыр промывают солью. Через пять месяцев он приобретает хороший вкус. За период выдержки сыр теряет 6—8 % первоначального веса. Брак составляет порядка 11 %.
В Бутане из молока яка делают сыры чуто и хапируто. Молоко наливают в большую кастрюлю, медленно нагревают и непрерывно перемешивают до образования сыра. Сыр используется в свежем виде или сушат. Чуто получают путём кипячения в молоке мелких кусочков круглого сыра. Их вешают на нити по 20 штук и дают высохнуть и стать твёрдыми. Хапируто делают по такой же технологии, но из кусков побольше.
В Индии сыр из молока яка называется чхурпи (твёрдый сушёный сыр).
В Китае сыр из молока яка носит название чура. Производится преимущественно путём коагуляции молочной массы в медных чанах. Её нагревают до 50—60 °C и смешивают с кислым молоком для образования жидкого творога. Смесь наливают в плетёную корзину или марлевую сумку, чтобы сыворотка могла стечь. Массу выкладывают на ткань для сушки. Сушат в красной соли. Молодой сыр по вкусу может напоминать грубый пекорино. Чура более долгого созревания характеризуется сильным травянистым вкусом.
Химический состав трёхмесячного сыра яка составляет около 68,2 % сухого вещества, 49,4 % жира, 1,37 % соли, pH составляет 5,75. Для сравнения % сыр яка 3-летний выдержки содержит 76,9 % сухого вещества, 46,8 % жира и 3,12 % соли.
Твёрдый сыр производится также из молока хайнака (непальск. चौँरी गाई chauri gai; самка гибрида яка).
Производство сыра из ячьего молока занимает небольшую долю в скотоводческом секторе общин Южной и Центральной Азии и Тибетского нагорья, носит коммерческий характер.